# Crossocheilus nigriloba
Crossocheilus nigriloba är en fiskart som beskrevs av Popta, 1904. Crossocheilus nigriloba ingår i släktet Crossocheilus och familjen karpfiskar. IUCN kategoriserar arten globalt som otillräckligt studerad. Inga underarter finns listade i Catalogue of Life.